# Парадокс алгоритмического гаранта
Парадокс алгоритмического гаранта (англ. Algorithmic Guarantor paradox) – ситуация, выражающаяся в отсутствии необходимости формализации неформальных институтов, функционирующих на основе программных алгоритмов.
Сущность парадокса состоит в том, что любой неформальный институт, функционирующий на алгоритмической основе (т.е. когда взаимодействие осуществляется на основе алгоритма, к примеру смарт-контракта), является неформальным лишь в части взаимодействия, не отражённого в алгоритме. В данном случае необходимость его формализации в нормах права ограничивается лишь не входящими в алгоритм отношениями. Парадокс алгоритмического гаранта является значимым при исследовании токеномики с институциональной точки зрения.